# Grünflügeltauben

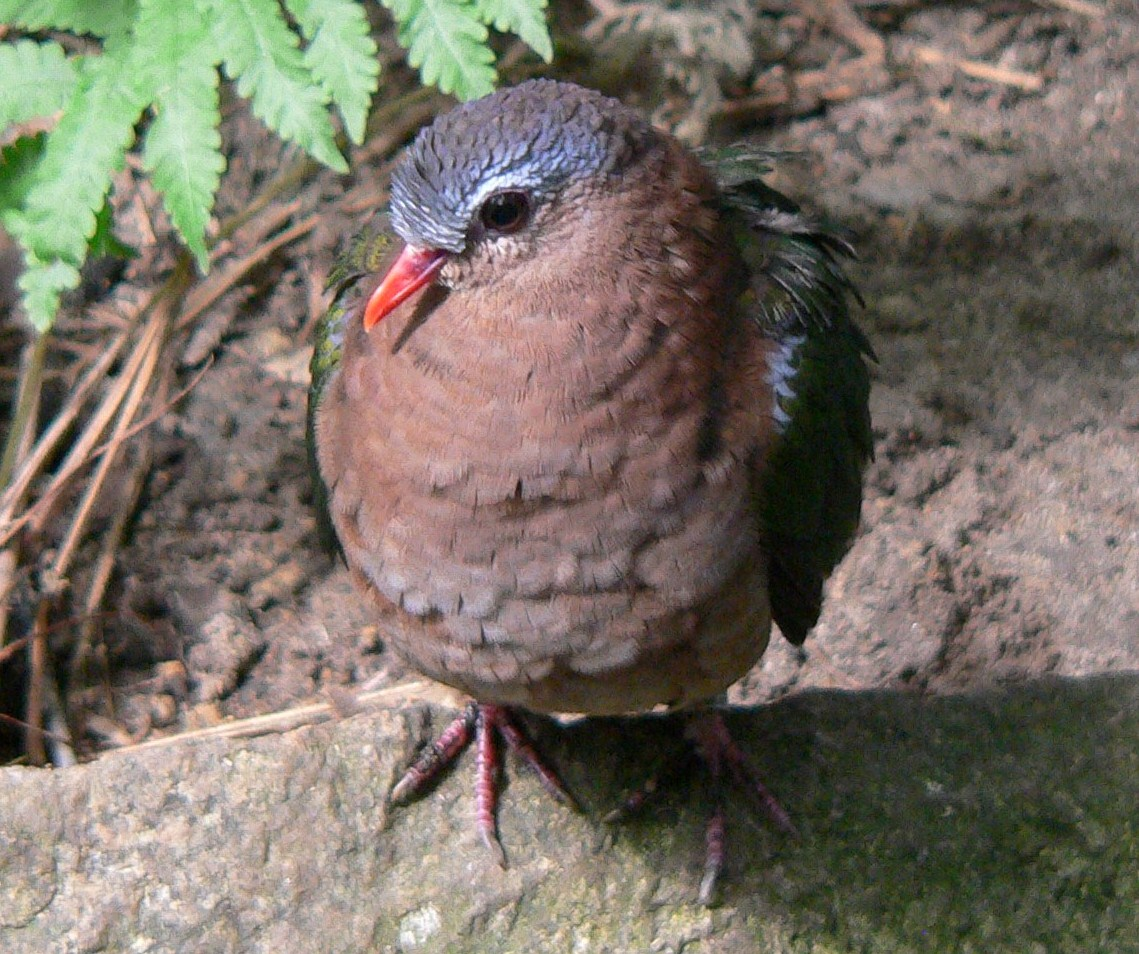
Grünflügeltaube

Grünflügeltauben (Chalcophaps) sind eine Gattung aus der Familie der Taubenvögel (Columbidae). Sie sind eng verwandt mit den Bronzeflügeltauben (Phaps) und der Gattung Henicophaps. Zur Gattung gehören drei Arten. Ihr Verbreitungsgebiet erstreckt sich von Indien bis in den Südosten von Australien.

## Erscheinungsbild
Grünflügeltauben haben einen kompakten Körperbau. Die Grünflügeltaube erreicht eine Körperlänge von bis zu 26 Zentimetern und wiegt zwischen 80 und 100 Gramm. Die Braunrücken-Grünflügeltaube ist mit einer Körperlänge von bis zu 24 Zentimetern etwas kleiner und leichter.
Auffallendes und namensgebendes Merkmal ist bei dieser Gattung die Färbung der Flügel. Die Grünflügeltaube hat smaragdgrüne Flügel, die bei vielen Individuen kupfer- oder bronzefarben schillern. Bei der Braunrücken-Grünflügeltaube sind die Flügeldecken smaragd- bis bronzegrün. Geschlechtsdimorphismus ist bei beiden Arten vorhanden. Das Männchen der Grünflügeltaube weist an der Schulter und der Stirn weiße Farbpartien auf. Bei den Weibchen ist dies nicht so ausgeprägt und kann bei einigen Individuen sogar weitgehend fehlen. Bei der Braunrücken-Grünflügeltaube weist das Männchen eine weiße Stirn auf, die vom rotbraunen Oberkopf und Nacken klar abgegrenzt ist. Das Weibchen hat dagegen eine graue Stirn und ist außerdem an Kopf und Hals bräunlicher.

## Verbreitungsgebiet
Grünflügeltauben sind eine Vogelgattung Australasiens. Das deutlich größere Verbreitungsgebiet der beiden Arten hat die Grünflügeltaube, die in mehreren Unterarten in großen Teilen Südostasiens sowie Australiens vorkommt. Das nördlichste Verbreitungsgebiet hat die Nominatform Chalcophas indica indica, die bis nach Kaschmir verbreitet ist. Weitere Unterarten finden sich auf verschiedenen Inseln Australasiens. So kommt Chalcophas indica natalis auf der Weihnachtsinsel vor, Chalcophaps indica sandwichensis besiedelt unter anderem die Neuen Hebriden sowie Neukaledonien. Das Verbreitungsgebiet der Braunrücken-Grünflügeltaube ist verglichen damit sehr klein. Sie kommt nur auf Sulawesi und Neuguinea vor.

## Lebensraum und Verhalten
Alle Arten sind waldbewohnende Tauben. Die Grünflügeltaube bewohnt Wälder im Flach- und Hügelland. Die Braunrücken-Grünflügeltaube kommt in den Regenwäldern Sulawesis sowie den Tieflandwäldern von Neuguinea vor. Beide Arten suchen ihre Nahrung am Boden. Sämereien nehmen den größten Anteil des Nahrungsspektrums ein. Daneben werden Beeren, kleine Früchte und Termiten gefressen. 
Die Nester werden in Bäumen und Sträuchern errichtet. Die Grünflügeltaube benötigt dabei verhältnismäßig viel Nistmaterial. Die Gelege bestehen aus zwei Eiern. 

## Haltung in menschlicher Obhut
Nur die Grünflügeltaube hat eine Bedeutung als Ziervogel. Sie wurde bereits 1794 erstmals in England gehalten. Die Bronzerücken-Grünflügeltaube wurde erst 1921 vom Zoo in London gepflegt, allerdings kam es bei ihr nie zu Nachzuchten. Einige wenige Importe dieser Art erfolgten in den 1980er Jahren. Einem belgischen Züchter gelang es in den 1990er Jahren, eine größere Anzahl von Jungvögeln dieser Art großzuziehen.
Grünflügeltauben, die sehr große Volieren mit einem beheizten Schutzraum benötigen, werden heute von verschiedenen Zoos in Tropenhallen gehalten.

## Arten
Folgende drei Arten werden zu den Grünflügeltauben gezählt:
- Graukappen-Glanztaube (Chalcophas indica), auch Grünflügeltaube genannt
- Braunkappen-Glanztaube (Chalcophaps longirostris)
- Braunrücken-Grünflügeltaube (Chalcophas stephani)